# State of Origin 1984
Die State of Origin Series 1984 waren die fünfte Ausgabe des Rugby-League-Turniers State of Origin. Es bestand aus drei Spielen, die zwischen dem 29. Mai und dem 17. Juli stattfanden. Queensland gewann die Series 2-1.

## Spiel 1
| 29. Mai | Queensland Maroons                                                                          | 29 : 12        | New South Wales Blues                                              | Lang Park, Brisbane Zuschauer: 33.662 Schiedsrichter: Kevin Roberts |
| 29. Mai | Versuche: Boustead (3), Lewis, Miles, Vautin Erhöhungen: Meninga (2/6) Dropgoals: Lewis (1) | (15:6) Bericht | Versuche: Cleal Erhöhungen: Conlon (1/1) Straftritte: Conlon (3/3) | Lang Park, Brisbane Zuschauer: 33.662 Schiedsrichter: Kevin Roberts |

| 1                  | Colin Scott           |
| 2                  | Kerry Boustead        |
| 3                  | Gene Miles            |
| 4                  | Mal Meninga           |
| 5                  | Chris Close           |
| 6                  | Wally Lewis           |
| 7                  | Mark Murray           |
| 8                  | Paul Vautin           |
| 9                  | Wally Fullerton-Smith |
| 10                 | Bryan Niebling        |
| 11                 | Dave Brown            |
| 12                 | Greg Conescu          |
| 13                 | Greg Dowling          |
| Auswechselspieler: |                       |
| 14                 | Brett French          |
| 15                 | Bob Lindner           |

| 1                  | Garry Jack         |
| 2                  | Ross Conlon        |
| 3                  | Brett Kenny        |
| 4                  | Steve Ella         |
| 5                  | Eric Grothe        |
| 6                  | Alan Thompson      |
| 7                  | Peter Sterling     |
| 8                  | Ray Price          |
| 9                  | Wayne Pearce       |
| 10                 | Noel Cleal         |
| 11                 | Steve Roach        |
| 12                 | Rex Wright         |
| 13                 | Craig Young        |
| Auswechselspieler: |                    |
| 14                 | Pat Jarvis         |
| 15                 | Brian Hetherington |

## Spiel 2
| 19. Juni | New South Wales Blues     | 2 : 14        | Queensland Maroons                                                            | Sydney Cricket Ground, Sydney Zuschauer: 29.088 Schiedsrichter: Barry Gomersall |
| 19. Juni | Straftritte: Conlon (1/4) | (0:0) Bericht | Versuche: Dowling, Miles Erhöhungen: Meninga (2/2) Straftritte: Meninga (1/2) | Sydney Cricket Ground, Sydney Zuschauer: 29.088 Schiedsrichter: Barry Gomersall |

| 1                  | Garry Jack     |
| 2                  | Eric Grothe    |
| 3                  | Brett Kenny    |
| 4                  | Andrew Farrar  |
| 5                  | Ross Conlon    |
| 6                  | Terry Lamb     |
| 7                  | Steve Mortimer |
| 8                  | Ray Price      |
| 9                  | Wayne Pearce   |
| 10                 | Noel Cleal     |
| 11                 | Peter Tunks    |
| 12                 | Royce Simmons  |
| 13                 | Steve Roach    |
| Auswechselspieler: |                |
| 14                 | Steve Ella     |
| 15                 | Pat Jarvis     |

| 1                  | Colin Scott           |
| 2                  | Kerry Boustead        |
| 3                  | Gene Miles            |
| 4                  | Chris Close           |
| 5                  | Mal Meninga           |
| 6                  | Wally Lewis           |
| 7                  | Mark Murray           |
| 8                  | Paul Vautin           |
| 9                  | Wally Fullerton-Smith |
| 10                 | Bryan Niebling        |
| 11                 | Dave Brown            |
| 12                 | Greg Conescu          |
| 13                 | Greg Dowling          |
| Auswechselspieler: |                       |
| 14                 | Bob Lindner           |

## Spiel 3
| 17. Juli | Queensland Maroons                                    | 12 : 22       | New South Wales Blues                                                            | Lang Park, Brisbane Zuschauer: 16.559 Schiedsrichter: Kevin Roberts |
| 17. Juli | Versuche: Boustead, Lindner Erhöhungen: Meninga (2/2) | (6:8) Bericht | Versuche: Johnston (2), Cleal Erhöhungen: Conlon (3/3) Straftritte: Conlon (2/4) | Lang Park, Brisbane Zuschauer: 16.559 Schiedsrichter: Kevin Roberts |

| 1                  | Colin Scott           |
| 2                  | John Ribot            |
| 3                  | Mal Meninga           |
| 4                  | Brett French          |
| 5                  | Kerry Boustead        |
| 6                  | Wally Lewis           |
| 7                  | Ross Henrick          |
| 8                  | Bob Lindner           |
| 9                  | Wally Fullerton-Smith |
| 10                 | Chris Phelan          |
| 11                 | Dave Brown            |
| 12                 | Greg Conescu          |
| 13                 | Greg Dowling          |
| Auswechselspieler: |                       |
| 14                 | Tony Currie           |
| 15                 | Bob Kellaway          |

| 1                  | Garry Jack     |
| 2                  | Steve Morris   |
| 3                  | Chris Mortimer |
| 4                  | Brian Johnston |
| 5                  | Ross Conlon    |
| 6                  | Brett Kenny    |
| 7                  | Steve Mortimer |
| 8                  | Peter Wynn     |
| 9                  | Noel Cleal     |
| 10                 | Chris Walsh    |
| 11                 | Pat Jarvis     |
| 12                 | Royce Simmons  |
| 13                 | Steve Roach    |
| Auswechselspieler: |                |
| 14                 | Michael Potter |
| 15                 | Peter Tunks    |

## Man of the Match
| Spiel | Man of the Match |
| ----- | ---------------- |
| 1     | Wally Lewis      |
| 2     | Wally Lewis      |
| 3     | Steve Mortimer   |